# Pretty in Pink
Pretty in Pink ist ein US-amerikanischer Film aus dem Jahr 1986. Die romantische Komödie erzählt die Geschichte eines verliebten Teenager-Pärchens, das aus unterschiedlichen sozialen Verhältnissen stammt. 

## Handlung
Andie kommt aus einfachen Verhältnissen und besucht eine Schule, auf die hauptsächlich Kinder wohlhabender Eltern gehen. Ihre Kleidung kauft Andie im Second-Hand-Laden, was ihr herablassende Bemerkungen ihrer reichen Mitschüler einbringt. Sie arbeitet mit ihrer Freundin Iona nebenbei in einem Plattenladen. Dort lernt sie Blane kennen, der aus guten Verhältnissen stammt. Sie verabreden sich zu einem Date. Dies verärgert ihren platonischen Freund „Duckie“ Dale, der aus der gleichen Gesellschaftsschicht wie Andie stammt und schon lange ein Auge auf sie geworfen hat. Bei einem zweiten romantischen Date lädt Blane Andie dazu ein, mit ihm auf den Abschlussball zu gehen.
Blane wird durch die Verbindung mit Andie in seiner Clique schief angesehen. Das unterschiedliche Pärchen passt in keinen der beiden Freundeskreise: Auf den Feiern der wohlhabenden Kinder fühlt sich Andie unwohl und Blane wird in ihrer Disco wegen seiner konservativen Kleidung angemacht. Andie ist bereit, die Anfeindungen durchzustehen, und schert sich nicht um die Meinung anderer, Blane hingegen hält das nicht durch. Er geht Andie aus dem Weg und meldet sich nicht mehr bei ihr. Als Andie ihn auf dem Schulflur trifft, will sie eine Aussprache. Sie fordert ihn auf, ihr ins Gesicht zu sagen, dass er sich für sie bei seinen reichen Freunden schämt. Blane weicht aus und behauptet dann noch, er habe vergessen, dass er schon eine andere gefragt hatte, und könne deshalb nicht mit ihr zum Ball gehen. 
Andie lässt sich von der Absage nicht unterkriegen und ist entschlossen, auch allein auf den Ball zu gehen. Von ihrem Vater hat sie schon ein Kleid bekommen, Iona schenkt Andie ihr Abschlussballkleid im Stil der 1960er-Jahre. Aus den beiden Kleidern schneidert Andie eine ganz neue Kreation in Pink. Als sie allein auf dem Abschlussball auftaucht, kommt ihr Duckie entgegen und führt sie in den Ballsaal. Dort treffen sie auf Blane, der allein gekommen ist. Blane entschuldigt sich für sein Verhalten und sagt Andie, dass er sie immer noch liebt. Dann geht er. Da Duckie nun einsieht, dass er mit Andie nie zusammenkommen kann, fordert er die zunächst zögernde Andie auf, Blane zu folgen. Sie findet ihn auf dem Parkplatz, beide küssen sich und es kommt zu einem Happy End.

## Hintergrund
Nach Das darf man nur als Erwachsener und The Breakfast Club war Pretty in Pink die dritte und letzte erfolgreiche Zusammenarbeit von Molly Ringwald mit Regisseur und Produzent John Hughes, der hier die Regie an Howard Deutch übertrug. Im Film sind mit Andrew McCarthy, Jon Cryer und James Spader weitere Darsteller aus dem Kreis des sogenannten Brat Pack zu sehen. Kleinere Auftritte hatten unter anderem Gina Gershon, Dweezil Zappa und Kristy Swanson.

## Deutsche Synchronfassung
Die deutsche Synchronbearbeitung entstand bei der Iyuno Germany in Berlin. Andreas Pollak schrieb das Dialogbuch und führte Dialogregie.
| Darsteller         | Deutscher Sprecher | Rolle                   |
| ------------------ | ------------------ | ----------------------- |
| Molly Ringwald     | Melanie Pukaß      | Andie Walsh             |
| Harry Dean Stanton | Hermann Ebeling    | Jack Walsh              |
| Jon Cryer          | Stefan Krause      | Philip F. „Duckie“ Dale |
| Andrew McCarthy    | Torsten Sense      | Blane McDonnagh         |
| Annie Potts        | Alexandra Lange    | Iona                    |
| James Spader       | Benjamin Völz      | Steff McKee             |
| Kate Vernon        | Sabine Jaeger      | Benny Hanson            |
| Alexa Kenin        | Simone Brahmann    | Jena Hoeman             |
| Andrew Dice Clay   | Kurt Goldstein     | Türsteher               |

## Kritiken
„Sympathische, gut gespielte Teenager-Romanze, die freilich alle tiefersitzenden Probleme, wenn auch mit Eleganz, umgeht.“

„Pretty in Pink liebt oder haßt man, da für so manchen Klasse-M-Planeten-Bewohner, die Kitschgrenze schnell überschritten und konsequent-bedingungslos der Oberflächlichkeit gefrönt wird. Klischees werden ausgereizt und ganz nebenbei immer wieder kleine Postkartensprüche eingestreut, die perfekt zur Popkultur passen. Ohnehin ist Pretty in Pink für denjenigen, der die 80er Jahre erlebt hat, die ideale Zeitmaschine und er wird sich vielleicht in diesem Film wiederfinden/verlieren, wenn die unzähligen Songs aus diesem Jahrzehnt ertönen…“

„[…] Regardless, the dialogue, scenarios, and emotions on display in Pretty in Pink are as close to real as 1980s teen romances could get. [...] It may not be the greatest love story ever told, but it might be the one with the most heart.“
Übersetzung: „[…] Trotzdem sind die Dialoge, Szenarien und Gefühle in Pretty in Pink so realistisch, wie sie es in einer 1980er Teenager-Romanze nur sein können. […] Es ist vielleicht nicht die größte Liebesgeschichte, die je erzählt wurde, aber vielleicht jene mit dem meisten Herz.“

„All in all, Pretty in Pink is a diverting and generally colourful ‘teenage wish fulfillment’ flick that has the decency to offer one of the finest soundtracks ever featured in an ’80s movie. It’s not deep, and it’s far from original, but Hughes’ word processor still had a little magic left in it, and the superlative cast lifts the movie above the Treacle Line at every conceivable opportunity.“
Übersetzung: „Alles in allem ist Pretty in Pink ein unterhaltsamer und generell farbenfroher „Teenager-Träume werden wahr“-Streifen, der anständigerweise einen der besten Soundtracks bietet, der je in einem 80er-Jahre-Film vorkam. Er ist nicht tiefsinnig und schon gar nicht originär, aber Hughes Schreibstil schafft es immer noch, ein wenig zu verzaubern, und diese Besetzung der Superlative erhebt den Film bei jeder denkbaren Gelegenheit über die Kitsch-Grenze.“

„Pretty in Pink is evidence, I suppose, that there must be a reason why certain old stories never seem to die. We know all the cliches, we can predict half of the developments. But at the end, when this boy and this girl, who are so obviously intended for one another, finally get together, there is great satisfaction.“
Übersetzung: „Ich denke, Pretty in Pink beweist, dass es einen Grund gibt, warum gewisse alte Geschichten niemals aussterben werden. Wir kennen die Klischees, wir können die Hälfte der Handlungs-Entwicklungen vorhersagen. Aber letzten Endes, wenn der Junge und das Mädchen, die so offensichtlich für einander bestimmt sind, schließlich auch zusammenfinden, ist das eine große Befriedigung.“

## Filmmusik
Der Titelsong Pretty in Pink stammt von der britischen Band The Psychedelic Furs. Die Originalversion des Songs erschien bereits 1981, für den Film wurde zusätzlich eine neue Version eingespielt. In dem Film sind weitere New-Wave-Songs aus den 1980er Jahren zu hören, unter anderem If You Leave von OMD, drei Songs von New Order (Thieves Like Us, Elegia und Shell-Shock), sowie eine von Danny Hutton Hitters gesungene Coverversion von Nik Kershaws Wouldn’t It Be Good.

## Auszeichnungen
- 1987 gewann Michael Gore für den Soundtrack von Pretty in Pink den BMI Film Music Award.